# Saquisilí (canton)
Saquisilí est un canton d'Équateur situé dans la province de Cotopaxi.